# Edgar Castillo
Edgar Eduardo „Gringo” Castillo Carrillo (ur. 8 października 1986 w Las Cruces) – amerykański piłkarz pochodzenia meksykańskiego występujący na pozycji lewego obrońcy, reprezentant Stanów Zjednoczonych i były reprezentant Meksyku.

## Kariera klubowa
Castillo, syn meksykańskich imigrantów, pochodzi z miasta Las Cruces w stanie Nowy Meksyk. Uczęszczał do tamtejszej placówki Mayfield High School, w której barwach odnosił sukcesy w rozgrywkach młodzieżowych oraz był jednym z najbardziej utalentowanych graczy w całym stanie – w 2002 roku otrzymał nagrodę NSCAA High School State Player of the Year. Jeszcze jako nastolatek podpisał kontrakt z meksykańską drużyną Santos Laguna z siedzibą w Torreón, a po upływie kilku miesięcy został włączony do seniorskiego zespołu przez urugwajskiego szkoleniowca Wilsona Graniolattiego. W meksykańskiej Primera División zadebiutował 2 kwietnia 2006 w zremisowanym 0:0 spotkaniu z Morelią, jednak podstawowym zawodnikiem ekipy został dopiero rok później, za kadencji trenera Daniela Guzmána. Premierowego gola w pierwszej lidze strzelił 22 listopada 2007, także w konfrontacji z Morelią, tym razem wygranej 2:0, zaś w wiosennym sezonie Clausura 2008 zdobył z Santosem Laguna tytuł mistrza Meksyku, mając pewne miejsce w wyjściowej jedenastce. Wówczas także został wybrany w plebiscycie Meksykańskiego Związku Piłki Nożnej na najlepszego lewego obrońcę ligi.
Wiosną 2009 Castillo za sumę dwóch milionów dolarów przeszedł do zespołu Club América ze stołecznego miasta Meksyk. Mimo regularnych występów nie spełnił jednak pokładanych w nim nadziei i już po upływie sześciu miesięcy udał się na wypożyczenie do niżej notowanej ekipy Tigres UANL z siedzibą w Monterrey (prowadzonej przez Daniela Guzmána – swojego byłego trenera z Santosu Laguna), gdzie z kolei spędził rok w roli podstawowego zawodnika, w 2009 roku wygrywając rozgrywki SuperLigi. W lipcu 2010 został wypożyczony po raz kolejny, tym razem do drużyny San Luis FC z miasta San Luis Potosí, w którego barwach występował jako rezerwowy i bez większych sukcesów przez sześć miesięcy, po czym, również na zasadzie wypożyczenia, zasilił klub Puebla FC. Tam również grał przez pół roku, nie potrafiąc wywalczyć sobie miejsca w wyjściowym składzie i nie odnosząc poważniejszych osiągnięć.
W styczniu 2012 Castillo został piłkarzem drużyny Club Tijuana, gdzie od razu zagwarantował sobie pozycję podstawowego bocznego defensora. W jesiennym sezonie Apertura 2012 zdobył z ekipą prowadzoną przez argentyńskiego trenera Antonio Mohameda pierwsze w historii klubu, zaś drugie w swojej karierze mistrzostwo Meksyku, będąc jednym z czołowych bocznych obrońców w lidze, a ogółem w barwach Tijuany spędził niemal trzy lata. W lipcu 2014 podpisał umowę z zespołem Club Atlas z siedzibą w Guadalajarze, gdzie występował jako podstawowy zawodnik przez rok bez większych osiągnięć, po czym przeniósł się do prowadzonej przez Mohameda ekipy CF Monterrey. W sezonie Clausura 2016 wywalczył z nią tytuł wicemistrza Meksyku.
W styczniu 2018 został wypożyczony na rok (cały sezon w Major League Soccer) do amerykańskiego Colorado Rapids, gdzie występuje na pozycji wahadłowego skrzydłowego lub lewego obrońcy. Pierwszy mecz w barwach Rapids rozegrał 21 lutego 2018 w Lidze Mistrzów CONCACAF przeciwko Toronto FC. W lidze (MLS) zadebiutował 3 marca 2018 w meczu przeciwko NE Revolution. Rozegrał cały sezon 2018 jako podstawowy zawodnik Colorado Rapids i został wykupiony przez klub z Monterrey.
Na początku 2019 roku został piłkarzem New England Revolution na zasadzie bezpośredniej wymiany (trade). W jej wyniku do Colorado Rapids trafił Kelyn Rowe. 
| Sezon     | Klub            | Kraj   | Rozgrywki | Mecze | Bramki |
| --------- | --------------- | ------ | --------- | ----- | ------ |
| 2005/2006 | Santos Laguna   | Meksyk | Liga MX   | 3     | 0      |
| 2006/2007 | Santos Laguna   | Meksyk | Liga MX   | 21    | 0      |
| 2007/2008 | Santos Laguna   | Meksyk | Liga MX   | 33    | 2      |
| 2008/2009 | Santos Laguna   | Meksyk | Liga MX   | 21    | 1      |
| 2008/2009 | Club América    | Meksyk | Liga MX   | 13    | 0      |
| 2009/2010 | Tigres UANL     | Meksyk | Liga MX   | 26    | 2      |
| 2010/2011 | San Luis FC     | Meksyk | Liga MX   | 11    | 1      |
| 2010/2011 | Puebla FC       | Meksyk | Liga MX   | 7     | 1      |
| 2011/2012 | Club América    | Meksyk | Liga MX   | 7     | 0      |
| 2011/2012 | Club Tijuana    | Meksyk | Liga MX   | 19    | 0      |
| 2012/2013 | Club Tijuana    | Meksyk | Liga MX   | 33    | 0      |
| 2013/2014 | Club Tijuana    | Meksyk | Liga MX   | 32    | 0      |
| 2014/2015 | Club Atlas      | Meksyk | Liga MX   | 37    | 1      |
| 2015/2016 | CF Monterrey    | Meksyk | Liga MX   | 31    | 1      |
| 2016/2017 | CF Monterrey    | Meksyk | Liga MX   | 8     | 0      |
| 2017/18   | CF Monterrey    | Meksyk | Liga MX   | 1     | 0      |
| 2018      | Colorado Rapids | USA    | MLS       | 8     | 0      |

* stan na 6 maja 2018

## Kariera reprezentacyjna
Dysponujący podwójnym obywatelstwem Castillo początkowo zdecydował się na występy w reprezentacji Meksyku, w której zadebiutował za kadencji selekcjonera Hugo Sáncheza, 22 sierpnia 2007 w przegranym 0:1 meczu towarzyskim z Kolumbią. Na przestrzeni kolejnych kilkunastu miesięcy rozegrał jeszcze w seniorskiej meksykańskiej kadrze dwa sparingi, a w 2008 roku został powołany przez Sáncheza do reprezentacji Meksyku U-23. W jej barwach wziął udział w eliminacjach do Igrzysk Olimpijskich w Pekinie, podczas których pełnił rolę podstawowego gracza młodzieżówki i wystąpił we wszystkich trzech spotkaniach od pierwszej minuty, zdobywając gola w meczu z Gwatemalą (1:2), jednak jego drużyna nie zdołała się ostatecznie zakwalifikować na olimpiadę. W marcu 2009 znalazł się na liście graczy powołanych do dorosłej kadry przez szwedzkiego trenera Svena-Görana Erikssona na spotkania z Hondurasem i Kostaryką w ramach eliminacji do Mistrzostw Świata w RPA, lecz nie pojechał na nie wraz z resztą drużyny – nie mógł opuścić kraju, gdyż zgubił swój paszport.
W czerwcu 2009 Castillo zadeklarował chęć występów w reprezentacji Stanów Zjednoczonych, na co pozwoliły mu nowy przepis FIFA, mówiący o możliwości zmiany drużyny narodowej przez zawodnika w każdym wieku, o ile nie zagrał on w barwach poprzedniej kadry w meczu o stawkę (wcześniejsze przepisy dopuszczały taką ewentualność wyłącznie w przypadku graczy poniżej 21. roku życia). Pięć miesięcy później otrzymał od selekcjonera Boba Bradleya powołanie do amerykańskiej kadry, w której zadebiutował 18 listopada 2009 w przegranym 1:3 meczu towarzyskim z Danią. Dzięki temu został drugim po Martínie Vásquezie piłkarzem, który zanotował występy zarówno w barwach zarówno reprezentacji Meksyku, jak i Stanów Zjednoczonych. W 2013 roku znalazł się w ogłoszonym przez niemieckiego szkoleniowca Jürgena Klinsmanna składzie na Złoty Puchar CONCACAF, gdzie pozostawał jednak rezerwowym drużyny, rozgrywając jeden z sześciu możliwych meczów, zaś Amerykanie triumfowali ostatecznie w tych rozgrywkach po pokonaniu w finale Panamy (1:0). Wziął także udział w zakończonych powodzeniem eliminacjach do Mistrzostw Świata 2014, podczas których czterokrotnie pojawiał się na boisku, lecz nie znalazł się w kadrze na mundial.
W 2016 roku Castillo został powołany na jubileuszową, rozgrywaną na amerykańskich boiskach edycję turnieju Copa América. Tam był wyłącznie alternatywą dla Fabiana Johnsona i nie zanotował żadnego występu, natomiast jego drużyna – pełniąca wówczas rolę gospodarza – dotarła do półfinału, w którym uległa Argentynie (0:4) i zajęła czwarte miejsce.